# Данієле Соттіле
Данієле Соттіле (італ. Daniele Sottile, нар. 17 серпня 1979) — італійський волейболіст, срібний призер Олімпійських ігор 2016 року.
Грав, зокрема, у складі італійського клубу «RPA-LuigiBacchi.it Perugia».

## Виступи на Олімпіадах
| Олімпіада           | Дисципліна | Місце |
| ------------------- | ---------- | ----- |
| Ріо-де-Жанейро 2016 | волейбол   | 2     |